# يوحنا ستيوارت
يوحنا ستيوارت (بالإنجليزية: John Stewart)‏ (28 مارس 1937 بميدلزبرة في المملكة المتحدة - ) هو لاعب كرة قدم بريطاني في مركز الهجوم. لعب مع نادي يورك سيتي وويتبي تاون ‏ ودارلينجتون إف سى.

## وصلات خارجية
- يوحنا ستيوارت على موقع قاعدة بيانات كرة القدم.إي يو (الإنجليزية)